# Halowe Mistrzostwa Polski Seniorów w Lekkoatletyce 1985
26. Halowe Mistrzostwa Polski Seniorów w Lekkoatletyce – zawody sportowe, które rozegrano 16 i 17 lutego 1985 w Zabrzu w hali Górnika.
Mistrzostwa w wielobojach zostały rozegrane 10 i 11 lutego 1985 w tym samym miejscu. Wyniki w tych konkurencjach podane są łącznie z innymi w tabeli poniżej.

## Rezultaty

### Mężczyźni
| Konkurencja:              | 1. miejsce                          | Rezultat  | 2. miejsce                              | Rezultat  | 3. miejsce                             | Rezultat  |
| Bieg na 60 m              | Arkadiusz Janiak Legia Warszawa     | 6,72      | Jacek Licznerski Start Elbląg           | 6,81      | Krzysztof Zwoliński Górnik Zabrze      | 6,83      |
| Bieg na 200 m             | Jacek Licznerski Start Elbląg       | 21,63     | Robert Kurnicki AZS Warszawa            | 21,70     | Bogusław Szpiech Victoria Racibórz     | 21,84     |
| Bieg na 400 m             | Andrzej Stępień Flota Gdynia        | 47,97     | Robert Kseniak Legia Warszawa           | 48,09     | Mariusz Ciota Gwardia Olsztyn          | 48,22     |
| Bieg na 800 m             | Krzysztof Prądzyński Oleśniczanka   | 1:60,79   | Paweł Holwek Start Łódź                 | 1:50,97   | Stanisław Rzeźniczak Kolejarz Katowice | 1:51,30   |
| Bieg na 1500 m            | Czesław Mojżysz ROW Rybnik          | 3:45,86   | Mirosław Żerkowski ROW Rybnik           | 3:46,35   | Marek Koza Górnik Wałbrzych            | 3:46,85   |
| Bieg na 3000 m            | Bogusław Psujek Oleśniczanka        | 8:01,61   | Czesław Mojżysz ROW Rybnik              | 8:03,06   | Mariusz Mach Gryf Słupsk               | 8:03,81   |
| Bieg na 60 m przez płotki | Romuald Giegiel AZS Warszawa        | 7,71      | Krzysztof Płatek AZS Wrocław            | 7,79      | Franciszek Jóźwicki Górnik Zabrze      | 7,85      |
| Chód na 10 000 m          | Zdzisław Szlapkin Olimpia Poznań    | 41:18,21  | Jacek Bednarek ROW Rybnik               | 42:02,46  | Zbigniew Sadlej Unia Hrubieszów        | 42:20,16  |
| Skok wzwyż                | Dariusz Zielke AZS Gdańsk           | 2,26      | Dariusz Biczysko AZS Gorzów             | 2,24      | Krzysztof Krawczyk AZS Wrocław         | 2,21      |
| Skok o tyczce             | Mariusz Klimczyk Zawisza Bydgoszcz  | 5,45      | Ryszard Kolasa Bałtyk Gdynia            | 5,40      | Dariusz Łoś AZS Wrocław                | 5,00      |
| Skok w dal                | Stanisław Jaskułka AZS Warszawa     | 7,57      | Włodzimierz Włodarczyk Górnik Brzeszcze | 7,46      | Jerzy Żeligowski AZS Poznań            | 7,41      |
| Trójskok                  | Waldemar Golanko AZS Biała Podlaska | 16,31     | Mirosław Makaruk AZS Biała Podlaska     | 15,61     | Krzysztof Choiński Górnik Zabrze       | 15,57     |
| Pchnięcie kulą            | Eugeniusz Bałło Górnik Zabrze       | 19,68     | Helmut Krieger Chemik Kędzierzyn        | 19,46     | Albert Czyż Chemik Kędzierzyn          | 17,89     |
| Siedmiobój                | Wojciech Podsiadło Górnik Zabrze    | 5703 pkt. | Adam Bagiński Gwardia Warszawa          | 5702 pkt. | Janusz Leśniewicz Wawel Kraków         | 5397 pkt. |

### Kobiety
| Konkurencja:              | 1. miejsce                         | Rezultat  | 2. miejsce                        | Rezultat  | 3. miejsce                              | Rezultat |
| Bieg na 60 m              | Elżbieta Tomczak Olimpia Poznań    | 7,24      | Ewa Pisiewicz Start Lublin        | 7,38      | Iwona Pakuła Legia Warszawa             | 7,39     |
| Bieg na 200 m             | Elżbieta Tomczak Olimpia Poznań    | 23,64     | Ewa Pisiewicz Start Lublin        | 23,82     | Urszula Jaros Górnik Zabrze             | 24,60    |
| Bieg na 400 m             | Małgorzata Ciszek Budowlani Kielce | 54,58     | Małgorzata Dunecka Start Lublin   | 55,13     | Halina Szczepaniak Łódzki Klub Sportowy | 55,52    |
| Bieg na 800 m             | Ewa Głódź AZS Wrocław              | 2:05,01   | Jolanta Januchta Gwardia Warszawa | 2:05,22   | Anna Rybicka AZS Wrocław                | 2:07,46  |
| Bieg na 1500 m            | Barbara Klepka Start Lublin        | 4:22,36   | Grażyna Kowina Kłos Olkusz        | 4:23,94   | Wanda Panfil Lechia Tomaszów Maz.       | 4:25,90  |
| Bieg na 60 m przez płotki | Sylwia Bednarska Gwardia Warszawa  | 8,33      | Małgorzata Nowak Gwardia Warszawa | 8,45      | Elżbieta Więcek Górnik Zabrze           | 8,56     |
| Chód na 5000 m            | Kazimiera Mróz Tęcza Mielec        | 23:59,13  | Barbara Niewójt AZS Katowice      | 24:18,82  | Agnieszka Wyszyńska Górnik Wałbrzych    | 24:31,97 |
| Skok wzwyż                | Danuta Bułkowska AZS Wrocław       | 1,94      | Jolanta Komsa Legia Warszawa      | 1,88      | Elżbieta Rosiak Gwardia Olsztyn         | 1,86     |
| Skok w dal                | Anna Włodarczyk AZS Warszawa       | 6,17      | Agata Karczmarek Legia Warszawa   | 6,11      | Barbara Baran Resovia                   | 6,09     |
| Pchnięcie kulą            | Bogumiła Suska AZS Wrocław         | 16,37     | Dorota Waszczuk AZS Wrocław       | 15,67     | Danuta Gwardecka Gwardia Warszawa       | 14,93    |
| Pięciobój                 | Elżbieta Więcek Górnik Zabrze      | 3962 pkt. | Urszula Włodarczyk AZS Wrocław    | 3860 pkt. | Małgorzata Lisowska AZS Warszawa        | 3859 pkt |